# Indépendance de l'Afrique du Sud
L’Afrique du Sud est un État souverain depuis la première moitié du XXe siècle mais, contrairement à d'autres anciennes colonies, n'a pas de date d'indépendance clairement identifiable. Son indépendance a été un processus plutôt qu'un événement daté.
La Loi sur l'Afrique du Sud de 1909 est une loi du Parlement du Royaume-Uni qui crée le 31 mai 1910 l'union d'Afrique du Sud en unifiant les colonies britanniques du Cap, du Natal, de la rivière Orange et du Transvaal,. Ce nouvel État est un dominion, à l'instar de l'Australie, du Canada, de la Nouvelle-Zélande et de Terre-Neuve : l'Afrique du Sud dispose ainsi d'une autonomie sur le plan de sa politique intérieure mais n'est pas pleinement souveraine, le Royaume-Uni conservant le contrôle des affaires étrangères du pays.
En 1911, l'ancien Premier ministre britannique Arthur Balfour estime que les parlements des dominions sont « absolument indépendants », mais de jure le Royaume-Uni conserve des pouvoirs de réserve applicables aux dominions, et leur indépendance n'est donc pas clairement établie. Durant la Première Guerre mondiale, les dominions décident des modalités de leur participation au conflit. Ils sont par ailleurs associés aux prises de décision du gouvernement britannique, via un cabinet de guerre impérial.
En 1920, l'Afrique du Sud devient un membre fondateur de la Société des nations, avec donc sa propre voix sur la scène internationale. La Conférence impériale de 1923 reconnaît aux dominions le droit à leur propre politique de commerce extérieur.
À la demande de l'Afrique du Sud, du Canada et de l'État libre d'Irlande (établi comme dominion en 1922), la Conférence impériale de 1926 adopte la déclaration Balfour de 1926, qui définit le Royaume-Uni et les dominions comme étant « des communautés autonomes au sein de l'Empire britannique, de statut égal, n'étant subordonnés en aucune manière les uns aux autres en matière de politique intérieure ni de politique étrangère, mais unis par leur allégeance commune à la Couronne et librement associés comme membres du Commonwealth britannique des nations ». Cette déclaration, considérée comme une reconnaissance de l'entière indépendance des dominions, n'a pas de portée juridique, mais est suivie et confirmée en 1931 par le Statut de Westminster. Cette loi adoptée par le Parlement britannique après avoir consulté les gouvernements des dominions confirme que les parlements des dominions ont toute indépendance pour légiférer dans tous les domaines, et que le Parlement du Royaume-Uni ne peut imposer de lois aux dominions. Les dominions ont explicitement le droit de légiférer en matière de politique extérieure et d'adopter des lois en contradiction avec les lois impériales héritées de l'ère coloniale. Enfin, le roi en sa fonction de chef de l'État de chaque dominion est tenu d'agir en conformité avec les instructions du gouvernement de ce dominion, et en aucun cas avec les instructions du gouvernement britannique. C'est la « divisibilité de la Couronne », qui fait que la monarchie sud-africaine est distincte et indépendante de la monarchie britannique, même si la personne du monarque est la même,. 
Le Parlement d'Afrique du Sud en 1934 transpose le Statut de Westminster dans sa propre législation, avec la Loi d'État de l'Union (Status of the Union Act 1934). Cette loi confirme explicitement que l'Afrique du Sud est « un État souverain indépendant », ce qu'elle est de fait depuis le lendemain de la Première Guerre mondiale.